# Time to Go
Time To Go (в пер. с англ. «Время Пошло») — сингл бостонской панк-рок группы Dropkick Murphys выпущенный в ноябре 2003 года. Песни из сингла также вошли в четвёртый альбом группы «Blackout» этого же года.
Сингл был выпущен ограниченным тиражом в количестве 12 тысяч копий.
Релиз посвящён бостонскому хоккейному клубу «Бостон Брюинз».

## Список композиций
- Авторы слов и музыки Dropkick Murphys.

1. Time To Go
2. The Dirty Glass